# Falvaterra
Falvaterra là một đô thị thuộc tỉnh Frosinone trong vùng Latium nước Ý. Đô thị này có diện tích 12 km², dân số 630 người.
Đô thị này giáp các đô thị sau: Arce, Castro dei Volsci, Ceprano, Pastena, San Giovanni Incarico